# Aose hus

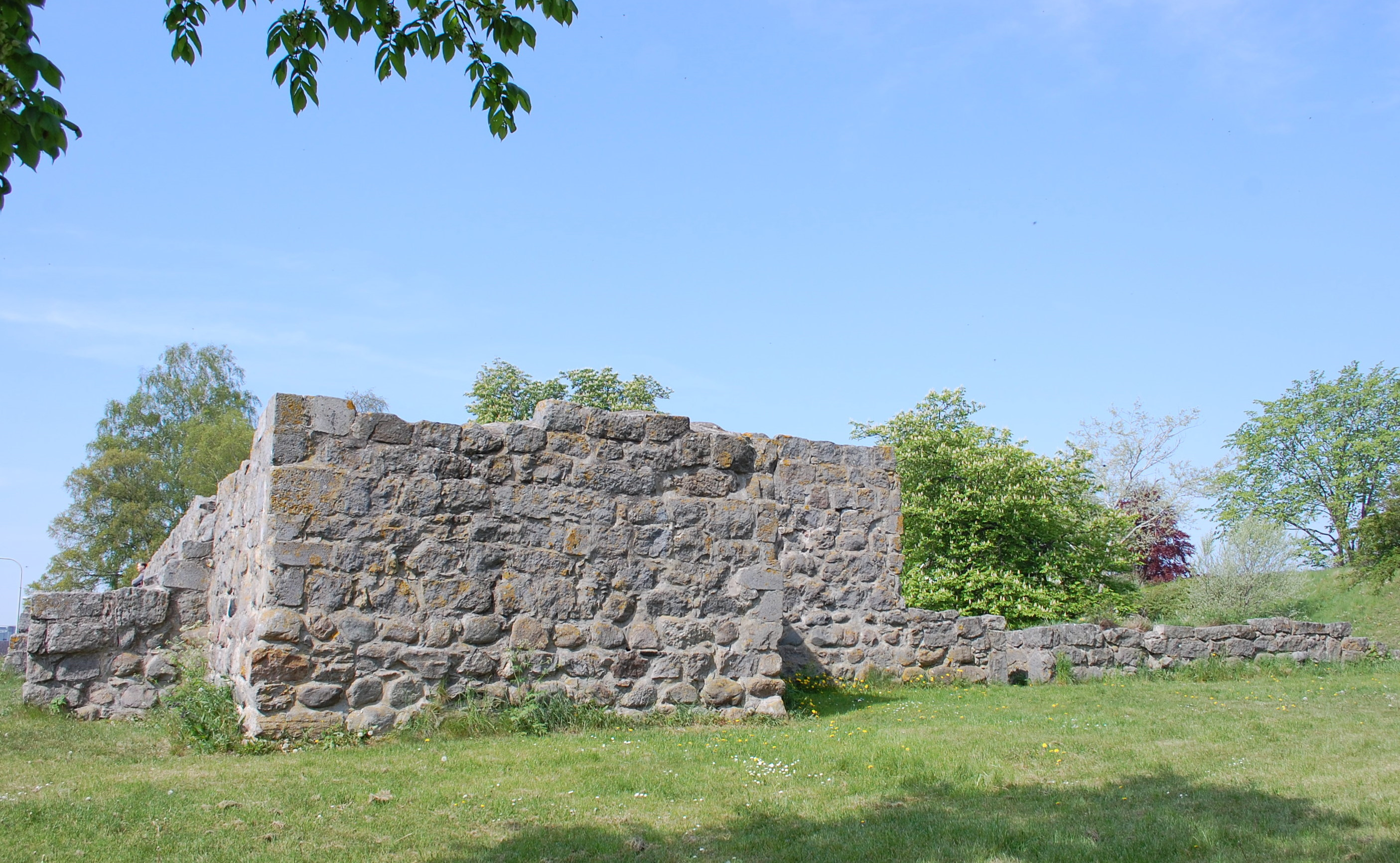
Aose hus

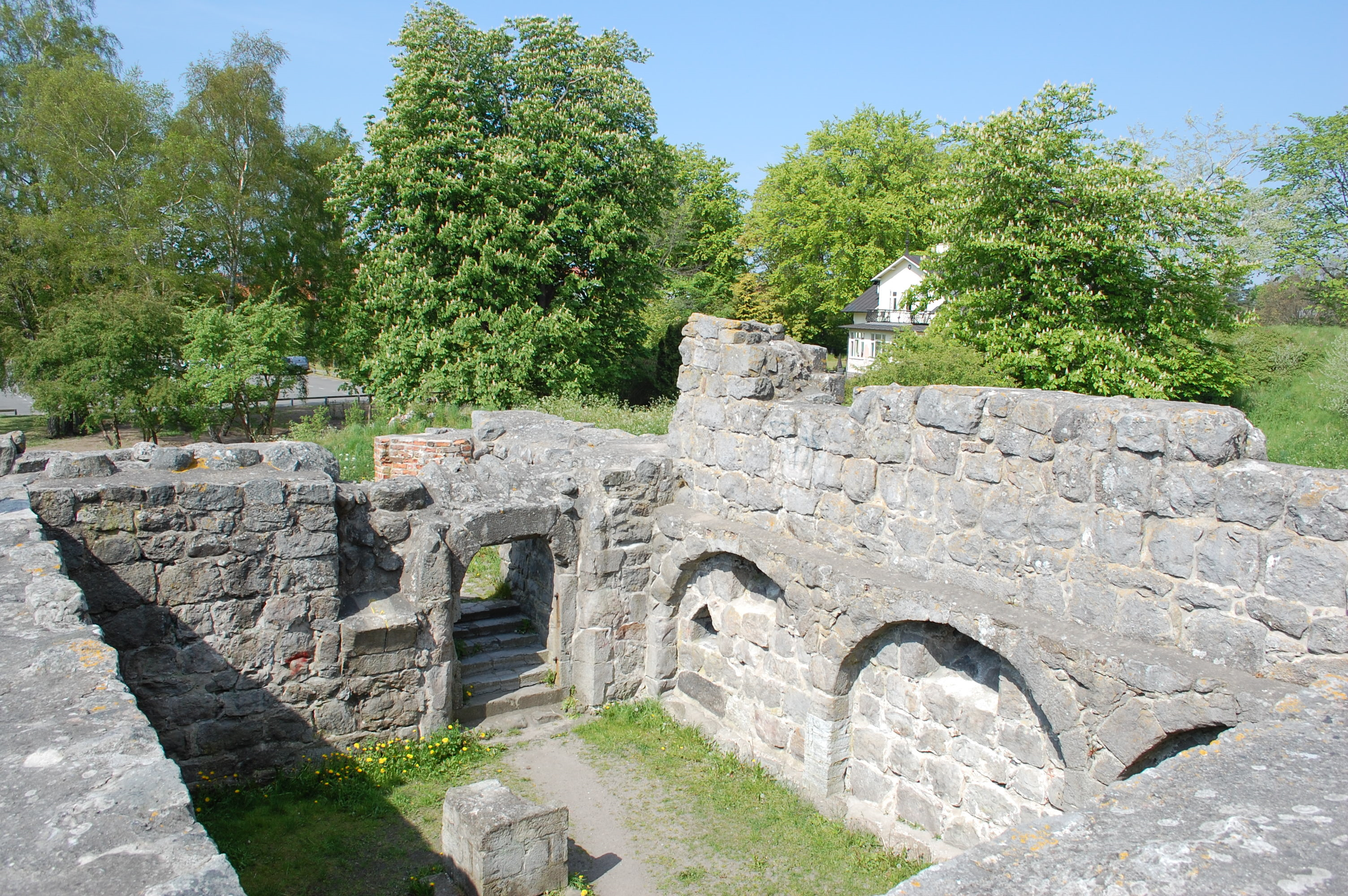
Innenraum der Ruine

Aose hus war ein Schloss im zur schwedischen Gemeinde Kristianstad gehörenden Åhus. Teile sind als Ruine erhalten.
Die Ruine befindet sich östlich der Åhuser Altstadt an der Nordseite des Hafens.
Die Schlossanlage war in der Mitte des 12. Jahrhunderts auf Veranlassung des Erzbischofs Eskil angelegt worden. Umgeben war das Schloss von einem Wassergraben, der Zugang erfolgte über eine Zugbrücke. Das Gebäude verfügte zumindest über zwei Etagen und maß 30 mal 10 Meter. Herzog Karl eroberte 1569 Åhus und ließ Aose hus zerstören. Ein Wiederaufbau erfolgte nicht.
Zum Ende des 19. Jahrhunderts wurde die Ruine aus dem Flugsand, der sie zwischenzeitlich bedeckte, ausgegraben.